# On Rugged Shores
On Rugged Shores è un cortometraggio muto del 1914 diretto da Al Christie. Prodotto da David Horsley per la Nestor Film Company, la sua casa di produzione, e distribuito dall'Universal Film Manufacturing Company, aveva come interpreti Eddie Lyons, Lee Moran e Victoria Forde.

## Produzione
Il film fu prodotto dalla Nestor Film Company.

## Distribuzione
Distribuito dall'Universal Film Manufacturing Company, il film - un cortometraggio di una bobina - uscì nelle sale cinematografiche statunitensi il 14 agosto 1914.